# Deutsche Fußballmeisterschaft der B-Junioren 1987/88
Die deutsche B-Jugendmeisterschaft 1988 war die 12. Auflage dieses Wettbewerbes. Meister wurde Hertha Zehlendorf, das im Finale den VfB Stuttgart mit 2:1 besiegte.

## Teilnehmende Mannschaften
An der B-Jugendmeisterschaft nahmen die 16 Landesverbandsmeister teil.
| Regionalverband Nord                                                                                           | Regionalverband West                                                                                         | Regionalverband Südwest                                                                    | Regionalverband Süd | Berlin                            |
| - Schleswig-Holstein: Itzehoer SV - Hamburg: Hamburger SV - Bremen: Werder Bremen - Niedersachsen: TSV Havelse | - Westfalen: TSC Eintracht Dortmund - Mittelrhein: TSV Bayer 04 Leverkusen - Niederrhein: Fortuna Düsseldorf | - Rheinland: Spvgg Andernach - Südwest: 1. FC Kaiserslautern - Saarland: 1. FC Saarbrücken | - Hessen: Eintracht Frankfurt - Baden: SV Waldhof Mannheim - Südbaden: SC Freiburg - Württemberg: VfB Stuttgart - Bayern: FC Bayern München | - Berlin: FC Hertha 03 Zehlendorf |

## Achtelfinale
Hinspiele: So 05.06. Rückspiele: So 12.06.
|                         | Gesamt |                    | Hinspiel | Rückspiel |
| ----------------------- | ------ | ------------------ | -------- | --------- |
| Gruppe Nord-West:       |        |                    |          |           |
| Hamburger SV            | 4:1    | Itzehoer SV        | 2:1      | 2:0       |
| FC Hertha 03 Zehlendorf | 4:2    | SV Werder Bremen   | 3:1      | 1:1       |
| TSV Bayer 04 Leverkusen | 2:1    | TSV Havelse        | 2:1      | 0:0       |
| TSC Eintracht Dortmund  | 7:2    | Fortuna Düsseldorf | 4:0      | 3:2       |
| Gruppe Süd-Südwest:     |        |                    |          |           |
| SV Waldhof Mannheim     | 6:2    | SC Freiburg        | 3:1      | 3:1       |
| 1. FC Kaiserslautern    | 8:2    | SpVgg Andernach    | 6:1      | 2:1       |
| Eintracht Frankfurt     | 10:40  | 1. FC Saarbrücken  | 5:0      | 5:4       |
| VfB Stuttgart           | 3:1    | FC Bayern München  | 2:0      | 1:1       |

## Viertelfinale
Hinspiele: So 19.06. Rückspiele: So 26.06.
|                         | Gesamt |                         | Hinspiel | Rückspiel |
| ----------------------- | ------ | ----------------------- | -------- | --------- |
| Gruppe Nord-West:       |        |                         |          |           |
| Hamburger SV            | 0:5    | FC Hertha 03 Zehlendorf | 0:3      | 0:2       |
| TSV Bayer 04 Leverkusen | 0:2    | TSC Eintracht Dortmund  | 0:1      | 0:1       |
| Gruppe Süd-Südwest:     |        |                         |          |           |
| SV Waldhof Mannheim     | 2:3    | 1. FC Kaiserslautern    | 1:1      | 1:2       |
| Eintracht Frankfurt     | 1:9    | VfB Stuttgart           | 0:4      | 1:5       |

## Halbfinale
Hinspiele: So 03.07. Rückspiele: So 10.07.
|                         | Gesamt |                        | Hinspiel | Rückspiel |
| ----------------------- | ------ | ---------------------- | -------- | --------- |
| Gruppe Nord-West:       |        |                        |          |           |
| FC Hertha 03 Zehlendorf | 5:2    | TSC Eintracht Dortmund | 2:1      | 3:1       |
| Gruppe Süd-Südwest:     |        |                        |          |           |
| 1. FC Kaiserslautern    | 3:7    | VfB Stuttgart          | 2:3      | 1:4       |

## Finale
| FC Hertha 03 Zehlendorf                                                         | FC Hertha 03 Zehlendorf | VfB Stuttgart | VfB Stuttgart |
| ------------------------------------------------------------------------------- | --- | --- | ------------- |
| FC Hertha 03 Zehlendorf                                                         | \| Sonntag, 17. Juli 1988 um 11:00 Uhr in Berlin-Zehlendorf (Ernst-Reuter-Stadion) \| \| Ergebnis: 2:1 (0:1) \| \| Zuschauer: 3.154 \| \| Schiedsrichter: Hans-Heinrich Barnick (Schenefeld) \|                                  | \| Sonntag, 17. Juli 1988 um 11:00 Uhr in Berlin-Zehlendorf (Ernst-Reuter-Stadion) \| \| Ergebnis: 2:1 (0:1) \| \| Zuschauer: 3.154 \| \| Schiedsrichter: Hans-Heinrich Barnick (Schenefeld) \|                                   | VfB Stuttgart |
| FC Hertha 03 Zehlendorf                                                         | Marco Sommer – Markus Kolbuch – Carsten Schleite, Metin Polat, Tim Kremer – Christian Ziege, Martino Gatti, Sebastian Braun (66. Alexander Fulmek), Mario Block – Daniel Lehmann, Mark Gehrwald Cheftrainer: Wolfgang Przesdzing | Sascha Lesch – Marco Santelli – Uwe Schneider, Senat Latifovic, Christos Papadopoulos – Oliver Otto, Jürgen Kramny, Marwan Obeida – Valentino Bonsanto, Markus Beierle, Michael Komninos (61. Passon) Cheftrainer: Jürgen Mosthaf | VfB Stuttgart |
| FC Hertha 03 Zehlendorf                                                         | 1:1 Daniel Lehmann (46.) 2:1 Mario Block (68.) | 0:1 Marwan Obeida (32.) | VfB Stuttgart |
| FC Hertha 03 Zehlendorf                                                         | Latifovic, Schneider | | VfB Stuttgart |
| FC Hertha 03 Zehlendorf                                                         | Zeitstrafe : Latifovic | | VfB Stuttgart |
| Sonntag, 17. Juli 1988 um 11:00 Uhr in Berlin-Zehlendorf (Ernst-Reuter-Stadion) | | |               |
| Ergebnis: 2:1 (0:1)                                                             | | |               |
| Zuschauer: 3.154                                                                | | |               |
| Schiedsrichter: Hans-Heinrich Barnick (Schenefeld)                              | | |               |